# Agathymus
Agathymus is een geslacht van vlinders van de familie dikkopjes (Hesperiidae), uit de onderfamilie Hesperiinae.

## Soorten
- A. alliae (Stallings & Turner, 1957)
- A. aryxna (Dyar, 1905)
- A. baueri (Stallings & Turner, 1954)
- A. belli (Freeman, 1955)
- A. carlsbadensis (Stallings & Turner, 1957)
- A. comstocki (Harbison, 1957)
- A. chinatiensis Freeman, 1964
- A. chisosensis (Freeman, 1952)
- A. dawsoni Comstock, 1964
- A. diabloensis Freeman, 1962
- A. escalantei Stallings, Turner & Stallings, 1966
- A. estelleae (Stallings & Turner, 1958)
- A. evansi (Freeman, 1950)
- A. fieldi Freeman, 1960
- A. florenceae (Stallings & Turner, 1957)
- A. freemani Stallings & Turner, 1960
- A. gilberti Freeman, 1964
- A. hoffmanni (Freeman, 1952)
- A. indecisa (Butler & Druce, 1872)
- A. judithae (Stallings & Turner, 1957)
- A. juliae (Stallings & Turner, 1958)
- A. lajitaensis Freeman, 1964

- A. mariae (Barnes & Benjamin, 1924)
- A. mcalpinei (Freeman, 1955)
- A. neumoegeni (Edwards, 1882)
- A. polingi (Skinner, 1905)
- A. remingtoni (Stallings & Turner, 1958)
- A. rethon (Dyar, 1913)
- A. ricei Stallings, Turner & Stallings, 1966
- A. rindgei Freeman, 1964
- A. stephensi (Skinner, 1912)
- A. valverdiensis Freeman, 1966